# یوهان یاکوب باخوفن
یوهان یاکوب باخوفن (زاده ۲۲ دسامبر ۱۸۱۵ – درگذشته ۲۵ نوامبر ۱۸۸۷) باستان‌شناس، حقوق‌دان، زبانشناس، انسان‌شناس و استاد حقوق روم در دانشگاه بازل از ۱۸۴۱ ۱۸۴۵ و اهل سوئیس بود.
باخوفن اغلب با نظریه‌هایش پیرامون مادرسالاری ماقبل تاریخ، یا Das Mutterrecht، عنوان کتاب اصلی او در سال ۱۸۶۱ «حق مادر: تحقیقی دربارهٔ شخصیت مذهبی و حقوقی مادرسالاری در دنیای باستان» مرتبط است. باکوفن اسنادی را گردآوری کرد که نشان می‌دهد که مادرسالاری منشأ جامعه انسانی، مذهب، اخلاق و نزاکت است. او یک «حق مادری» باستانی را در چهارچوب یک مذهب یا دین مبتدی مادرسالار مطرح کرد.
باخوفن به پیشرو مهم نظریه‌های مادرسالاری قرن بیستم تبدیل شد، مانند فرهنگ قدیمی اروپا که توسط ماریجا گیمبوتاس در دهه ۱۹۵۰ مطرح شد، و زمینه الهیات فمینیستی و " مطالعات مادرسالاری " در فمینیسم دهه ۱۹۷۰.

## زندگی‌نامه
او در یک خانواده ثروتمند اهل بازل فعال در صنعت ابریشم متولد شد و در خدمت کلیسای اصلاح شده فرانسه در بازل شرکت کرد. پس از حضور در جیمنیزیوم، باکوفن در بازل و در برلین زیر نظر آگوست بوک، کارل فردیناند رانکه و فردریش کارل فون ساوینی و همچنین در گوتینگن تحصیل کرد. پس از اتمام دکترای خود در بازل، دو سال دیگر در پاریس، لندن و کمبریج تحصیل کرد. او در سال ۱۸۴۱ برای حقوق روم به کرسی بازل فراخوانده شد. در سال ۱۸۴۲ به همراه پدرش به رم سفر کرد تا به گفته خودش، وطن معنوی خود را با چشمان خود ببیند. پس از بازگشت به بازل، او به دادگاه استیناف فراخوانده شد و کتاب بعدی او در مورد حقوق رومی مورد تحسین دانشگاهیان قرار گرفت. او همچنین به عضویت شورای بزرگ بازل انتخاب شد. او در سال ۱۸۴۴ از سمت استادی خود بازنشسته شد، پس از آنکه در مطبوعات محلی مطرح شد که ثروت خانواده‌اش به او کمک می‌کرد تا این شغل را در دانشگاه به عهده بگیرد. در سال ۱۸۴۵ او همچنین از شورای بزرگ استعفا داد. او به عنوان قاضی به مدت بیست و پنج سال باقی ماند و پس از ازدواج با لوئیز باکوفن-بورکهارت استعفا داد. در سال ۱۸۴۸ او سفر دومی را به رم انجام داد که در آن شاهد انقلاب روم بود و تمرکز تحقیقاتی خود را از دوران باستان کلاسیک اما دوران اولیه باستان تغییر داد. در ۱۸۵۱–۱۸۵۲ او به یونان، مگنا گراسیا و اتروریا سفر کرد. او بیشتر آثار خود را به عنوان یک محقق خصوصی منتشر کرد.

## زندگی شخصی

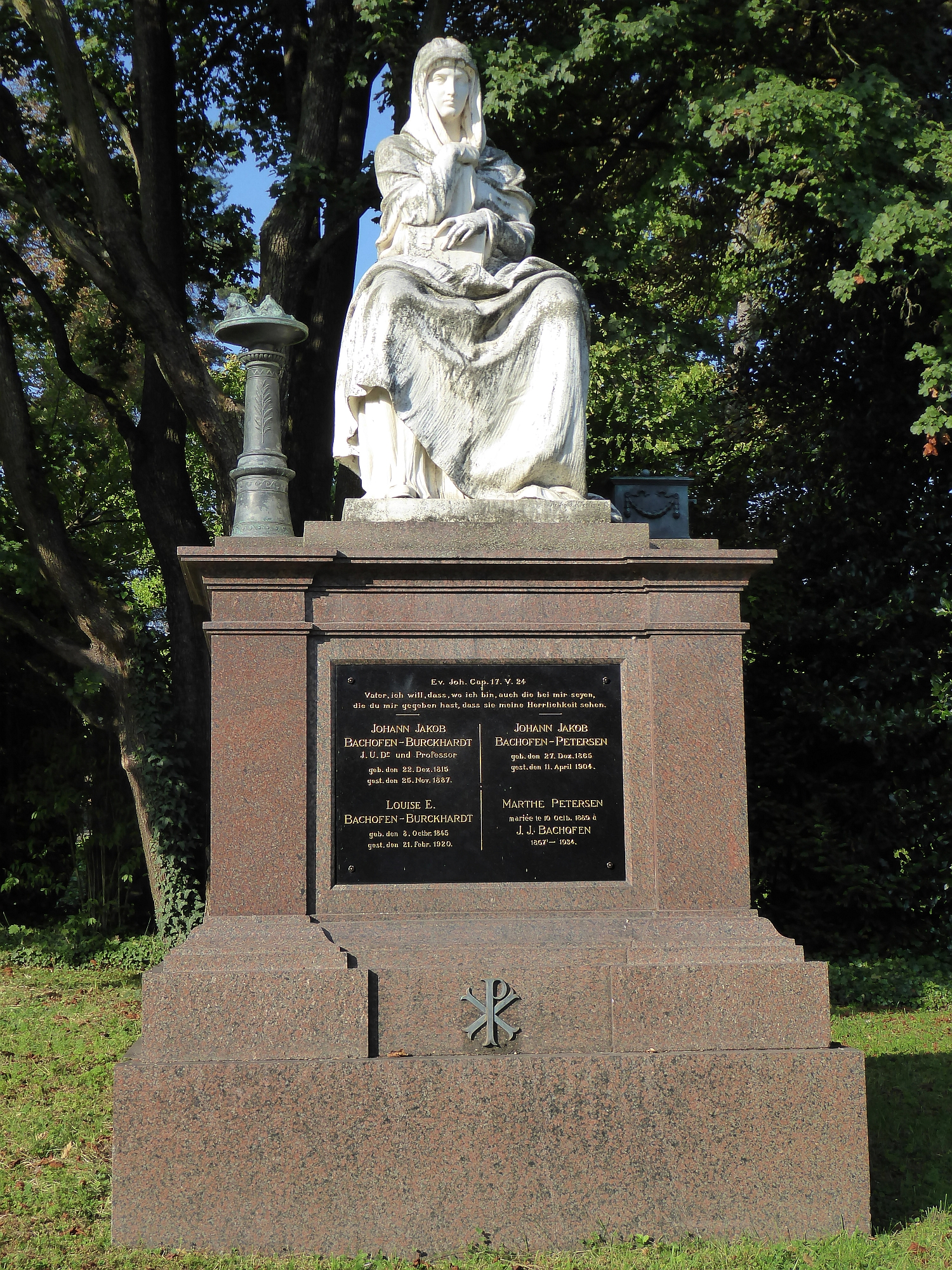
آرامگاه خانواده باخوفن در Wolfgottesacker. مجسمه توسط ریچارد کیسلینگ ساخته شده است

مادرش والریا مریان باخوفن در سال ۱۸۵۶ درگذشت، اما او همچنان در همان خانه پدرش زندگی می‌کرد. این خانه همان خانه ای بود که بین سال‌های ۱۹۶۲ تا ۱۹۸۳ مرکز ثبت احوال بازل و بخشی از موزه آنتیکن بازل و ساملونگ لودویگ در دهه ۱۹۸۰ بود. در سال ۱۸۶۵، او با لوئیز باکوفن بورکهارت بیست و پنج ساله آن زمان از خانواده ای اصیل بازل ازدواج کرد. او قبل از اینکه وزیر بازل و پسری به دنیا بیاید، خانه ای در میدان می‌خرید. لوئیز باکوفن بورکهارت پس از مرگ شوهرش در سال ۱۸۷۷ در خانه ای در میدان مینستر زندگی می‌کرد یوهان یاکوب باکوفن در گورستان Wolfgottesacker در بازل به خاک سپرده شده است. این مقبره توسط ریچارد کیسلینگ سا شده است.

## حق مادر Das Mutterrecht
حق مادر باخوفن در سال ۱۸۶۱ چهار مرحله از تکامل فرهنگی را پیشنهاد کرد که یکدیگر را جذب می‌کنند:
1. هتاتریسم: یک مرحله «تلوریان» [= کتونی یا زمین محور] عشایری وحشی، که توسط او به عنوان کمونیستی و چند عشقی مشخص می‌شود، که به اعتقاد او خدای غالب آن یک آفرودیت اولیه خاکی بوده است.
2. Das Mutterecht: مرحله ای مادرسالارانه «قمری» مبتنی بر کشاورزی، که توسط او با ظهور فرقه‌ها و قانون اسرارآمیز chthonic مشخص می‌شود. خدای غالب آن دمتر اولیه بود.
3. دیونیزیا: مرحله‌ای انتقالی که در آن سنت‌های پیشین با ظهور پدرسالاری مردانه شدند. خدای غالب آن دیونیسوس اصلی بود.
4. آپولونی: مرحله «خورشیدی» پدرسالاری که در آن تمام آثار گذشته مادرسالاری و دیونوسی ریشه کن شد و تمدن مدرن پدیدار شد.

### پذیرش
واکنش اولیه کمی نسبت به نظریه تکامل فرهنگی باکوفن وجود داشت، عمدتاً به دلیل سبک ادبی غیرقابل نفوذ او، اما در نهایت، همراه با انتقاد شدید، این کتاب الهام بخش چندین نسل از قوم شناسان، فیلسوفان اجتماعی و حتی نویسندگان شد: لوئیس هنری مورگان ; فردریش انگلس، که از باکوفن برای منشأ خانواده، مالکیت خصوصی و دولت استفاده کرد. توماس مان؛ جین الن هریسون که از باکوفن الهام گرفت تا حرفه خود را به اسطوره‌شناسی اختصاص دهد. والتر بنیامین ; کارل یونگ؛ اریش فروم؛ رابرت گریوز؛ راینر ماریا ریلکه ; جوزف کمبل؛ اتو گراس؛ اریش نویمان و مخالفانی مانند جولیوس اوولا. در دهه ۱۹۳۰ کار او توسط چندین دانشگاه برجسته در جهان آلمانی زبان تحسین شد.
فردریش انگلس نظرات باخوفن را اینگونه تحلیل کرد:
«(۱) آن مرد در اصل در حالت بی بند و باری جنسی زندگی می‌کرد، برای توصیف آن باکوفن از اصطلاح اشتباه «هتاریسم» استفاده می‌کرد.
(۲) که چنین بی بند و باری هرگونه یقین پدری را منتفی می‌کند، و بنابر این، طبق حق مادر، تبار فقط در نسل زن قابل محاسبه است، و این امر در ابتدا در میان تمام مردمان دوران باستان وجود داشت.
(۳) از آنجایی که زنان، به عنوان مادر، تنها والدین نسل جوان بودند که به‌طور قطعی شناخته شده بودند، آنها از چنان مقام و منزلتی با احترام و افتخار برخوردار بودند که در تصور باکوفن، پایه و اساس حکومت منظم زنان شد. (زن سالاری)؛ (۴) اینکه گذار به تک همسری، که در آن زن منحصراً به یک مرد تعلق دارد، شامل نقض یک قانون دینی بدوی (یعنی در واقع نقض حق سنتی سایر مردان نسبت به این زن) است، و به این ترتیب برای جبران این تخلف یا خرید اغماض برای آن، زن باید خود را برای مدت محدودی تسلیم می‌کرد.» (فریدریش انگلس، ۱۸۹۱: لینک زیر را ببینید)
امیل دورکیم باکوفن را به خاطر برهم زدن این «تصور قدیمی» که پدر باید «عنصر اساسی خانواده» باشد، نسبت داد. قبل از باکوفن، دورکیم ادعا می‌کند که «هیچ کس در خواب نمی‌دید که می‌تواند یک سازمان خانوادگی وجود داشته باشد که اقتدار پدری سنگ اصلی آن نباشد».
نوشته‌های واقعی باکوفن این است که مادرسالاری به‌عنوان شورش علیه هرزگی سرچشمه گرفته است، به دلیل فشارهای جنسی که باعث ایجاد مادرسالاری و تک‌همسری شده است.
همان‌طور که توسط جوزف کمبل در اساطیر غرب و دیگران اشاره شده است، نظریه‌های باکوفن در تقابل شدید با نظریه‌های منشأ آریایی دین، فرهنگ و جامعه قرار می‌گیرند، و هم کمبل و هم نویسندگانی مانند اوولا پیشنهاد کرده‌اند که نظریه‌های باکوفن تنها به اندازه کافی توسعه و گسترش دین در میان فرهنگ‌های پیشآریایی مدیترانه و شام، و احتمالاً آسیای جنوبی، اما توسعه‌ای جداگانه و پدرسالارانه در میان قبایل آریایی که اروپا و بخش‌هایی از آسیا را فتح کردند، وجود داشت.
انگلس گفت که باکوفن تئوری خود مبنی بر اینکه ماتریارسالی بی بند و باری است را ثابت کرده است، اما باکوفن برعکس استدلال می‌کند که مادرسالاری تک همسری را معرفی کرده است.

## آثار
- De legis actionibus de formulis et de condictione. پایان‌نامه بازل. دیتریش، گوتینگن ۱۸۴۰.
- Das Naturrecht und das geschichtliche Recht in ihren Gegensätzen. بازل ۱۸۴۱. تجدید چاپ: خاموش. Librorum, Lauterbach 1995،شابک ‎۳-۹۲۸۴۰۶-۱۹-۱
- رومیشس پفاندرشت Schweighauser, Basel 1847. تجدید چاپ: Keip, Goldbach 1997,شابک ‎۳-۸۰۵۱-۰۶۸۸-۲
- Ausgewählte Lehren des römischen Civilrechts. لایپزیگ ۱۸۴۸. تجدید چاپ: Keip, Goldbach 1997,شابک ‎۳-۸۰۵۱-۰۶۸۹-۰
- Versuch über die Gräbersymbolik der Alten. بازل ۱۸۵۹
- Oknos der Seilflechter: این گرابیلد: Erlösungsgedanken antiker Gräbersymbolik. بازل ۱۸۵۹. تجدید چاپ: بک، مونیخ ۱۹۲۳
- Das Mutterrecht: eine Untersuchung über die Gynaikokratie der alten Welt nach ihrer religiösen und rechtlichen Natur. اشتوتگارت: Verlag von Krais und Hoffmann، 1861 (لینک آرشیو اینترنتی)
  - نسخه اختصاری، ویرایش. هانس یورگن هاینریش (Suhrkamp Taschenbücher Wissenschaft; Nr.135.) فرانکفورت آم ماین: Suhrkamp، ۱۹۷۵شابک ‎۳-۵۱۸-۲۷۷۳۵-۹
  - گزیده‌هایی با عنوان Mutterrecht und Urreligion ویرایش شده است: eine Auswahl, ed. رودلف مارکس. (Kröners Taschenausgabe; Band 52) لایپزیگ: A. Kröner, 1927; اشتوتگارت، ۱۹۵۴; ویرایش ۶ ۱۹۸۴شابک ‎۹۷۸-۳-۵۲۰-۰۵۲۰۶-۳.
- Antiquarische Briefe vornemlich zur Kenntniss der ältesten Verwandtschaftsbegriffe. 2 جلد تروبنر، استراسبورگ ۱۸۸۰ و ۱۸۸۶.
- Römische Grablampen nebst einigen andern Grabdenkmälern vorzugsweise eigener Sammlung. بازل ۱۸۹۰
- Gesammelte Werke (کارهای گردآوری شده) ed. کارل میولی. بازل: B. Schwabe، ۱۹۴۳–۱۹۶۷، در ۸ جلد (I-IV, VI-VIII و X)
  - I. Antrittsrede; politische Betrachtungen
  - II. Das Mutterecht, erste Hälfte
  - III. Das Mutterecht, zweite Hälfte
  - (داستان تاناکوئیل) IV. Die Sage von Tanaquil
  - VII. Die Unsterblichkeitslehre der orphanischen Theologie: Römische Grablampen
  - هشتم. Antiquarische Briefe
  - X. خلاصه
- اسطوره، دین و مادر راست انتشارات دانشگاه پرینستون، ترجمه رالف مانهایم، ۱۹۶۷شابک ‎۹۷۸-۰-۶۹۱-۰۱۷۹۷-۶
- ترجمه انگلیسی Mutterrecht (حق مادر) باکوفن (۱۸۶۱): مطالعه جنبه‌های مذهبی و حقوقی زنان سالاری در جهان باستان جلد ۱–۵:
  - جلد ۱. «لیکیا»، «کرت» و «آتن» لویستون، نیویورک: ادوین ملن، ترجمه دیوید پارتنهایمر، ۳۰ ژانویه ۲۰۰۸شابک ‎۹۷۸۰۷۷۳۴۵۱۸۶۵
  - جلد ۲. "لمنوس" و "مصر" لویستون، نیویورک: ادوین ملن، ترجمه دیوید پارتنهایمر، ۱ آوریل ۲۰۰۷شابک ‎۹۷۸۰۷۷۳۴۵۴۷۹۸
  - جلد ۳. اورکومنوس و مینیان و هند و آسیای مرکزی لویستون، نیویورک: ادوین ملن، ترجمه دیوید پارتنهایمر، ۳۰ ژوئن ۲۰۰۶شابک ‎۹۷۸۰۹۷۵۹۹۵۳۸۹
  - جلد ۴. «الیس»، «لوکریان اپیزفیری» و «لسبوس» لویستون، نیویورک: ادوین ملن، ترجمه دیوید پارتنهایمر، ۱ ژوئن ۲۰۰۵،شابک ‎۹۷۸۰۷۷۳۴۶۲۹۸۴شابک ‎۹۷۸–۰۷۷۹۹۱۹۰۳۱
  - جلد ۵. مانتینا؛ فیثاغورث و آموزه‌های بعدی؛ کانتابری؛  لویستون، نیویورک: ادوین ملن، ترجمه دیوید پارتنهایمر، ۱ ژانویه ۲۰۰۳شابک ‎۹۷۸–۰۷۷۹۹۱۹۰۴۸